# 惠豐中心

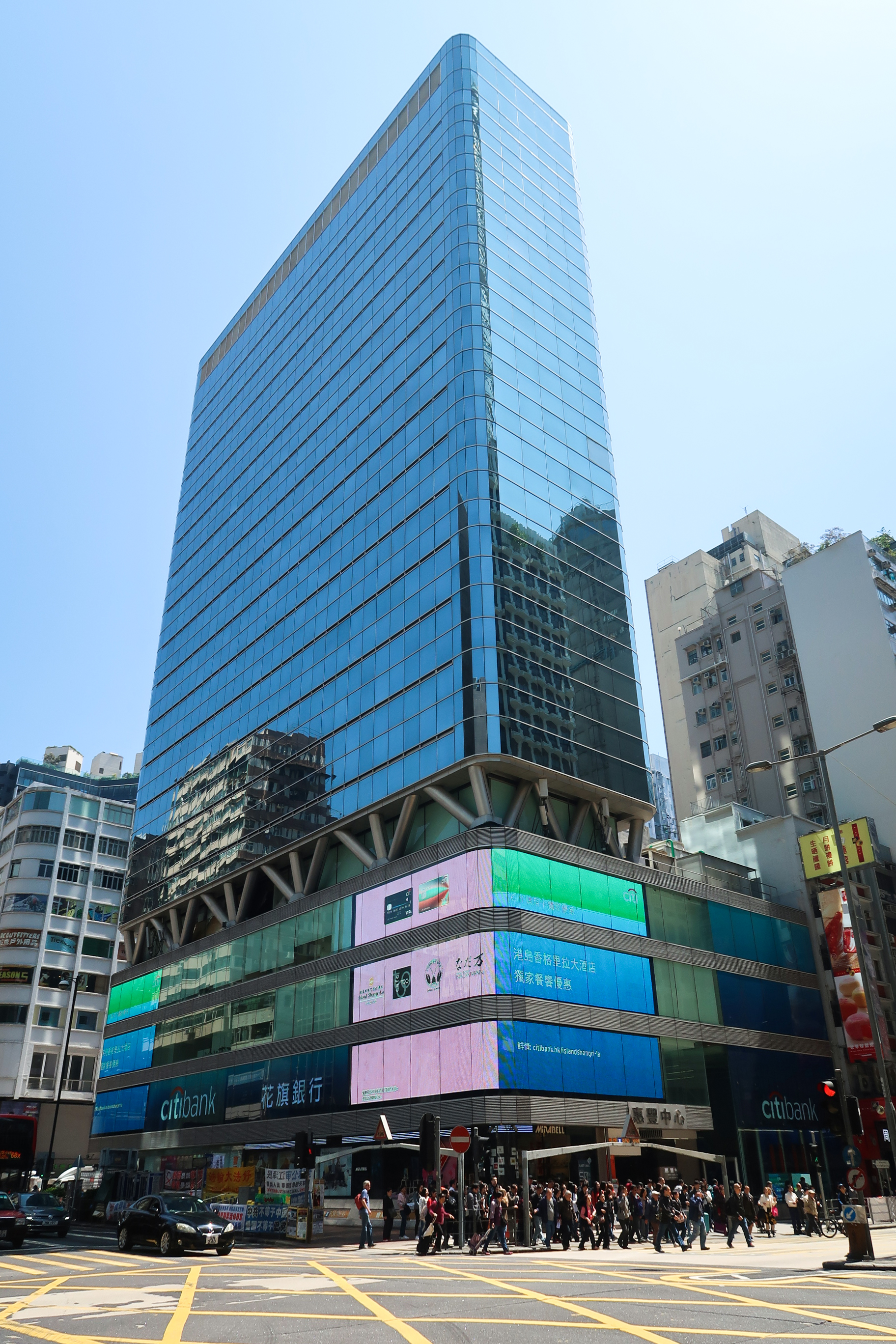
惠豐中心

惠豐中心（Wai Fung Plaza）是香港一座商業大廈，位于九龍旺角彌敦道664號，樓高19層。大厦於1984年落成（41年前）。
物業前身為香港上海滙豐銀行旺角分行，是該行首個佔用整幢大廈的分行，1960年代於荃灣、元朗及觀塘分行也是採用相近的設計。1970年代地鐵開始建設，該區出現多個大型商業及酒店項目，例如旺角中心及雅蘭中心。1969年，位於對面新落成的分行大廈啟用，但滙豐於1980年才將相關地皮賣給中建企業，至1984年完工，並獲得1984年香港建築師學會年獎優異獎。

## 商場
基座設5層商場，總樓面約27,300方呎，由中建企業許氏家族或有關人士持有。在1984至89年間，地下至3樓全層為永安百貨分店，地庫則為天祥百貨分店。後來天祥百貨結業，永安百貨旺角分店遷往瓊華酒樓舊址，1990至97年間，地下至3樓全層為瑞興百貨分店，地庫則為馬莎百貨分店，幾年後改為豐澤電器分店並營業至今。到1997年地下至3樓全層獲中資永富百貨洽租，1999年再獲服裝店Esprit洽租，到2010年結業後變為全港最大之花旗銀行分行，估計租金高達約250萬元，較舊租高出逾3成。